# Перетц, Николай Абрамович
Николай Абрамович фон Перетц (1821—1862) — инспектор классов Петербургского технологического института.
Его отец Абрам Израилевич Перетц был богатейшим откупщиком и подрядчиком по кораблестроению.
Как и его старший брат Александр, он окончил Институт корпуса горных инженеров (1844) со званием поручика. Работал на Алтае — на Барнаульском заводе, участвовал в золотоискательной партии, после чего был отправлен в заграничную командировку. По возвращении в Россию он работал помощником управляющего химической лабораторией горных заводов Урала.
С 1849 года служил в Петербурге: некоторое время был смотрителем классной лаборатории в Горном институте; с 1851 по 1857 годы был инспектором классов Петербургского технологического института. Участвовал в Крымской войне, где в начале 1854 года был серьёзно ранен. Был награждён светлой бронзовой медалью в память этой военной кампании.
В декабре 1857 года он был назначен управляющим чертёжной Департамента горных и соляных дел.
Жены и детей не имел.
Похоронен на Волковом лютеранском кладбище в Санкт-Петербурге.